# Molos (fill d'Ares)
Molos (en grec antic: Μῶλος), va ser, segons la mitologia grega, un membre de la família reial d'Etòlia, fill d'Ares i de la princesa Demònice, filla d'Agènor.
la Biblioteca d'Apol·lodor el menciona, juntament amb els seus germans Pilos, Testi i Evè. Robert Graves explica que va ser el pare de Molíone, que al seu temps va ser mare d'Èurit i de Ctèat, anomenats Moliònides, fills d'Àctor o de Posidó.